# تسالنجیخا
تسالنجیخا (به گرجی: წალენჯიხა) شهری در استان سامگرلو-زمو سوانتی گرجستان است. جمعیت این شهر طبق سرشماری سال ۲۰۰۹ میلادی ۹٬۳۰۰ نفر بوده‌است.